# Cornești (okręg Kluż)
Cornești (węg. Magyarszarvaskend) – wieś w Rumunii, w okręgu Kluż, w gminie Cornești. W 2011 roku liczyła 227 mieszkańców.